# Minako
Minako (jap. みなこ, ミナコ) – żeńskie imię japońskie.

## Możliwa pisownia
Minako można zapisać używając wielu różnych znaków kanji i może znaczyć m.in.:
- 皆子, „wszyscy, dziecko” (występują też inne wymowy tego imienia: Michiko, Tomoko)
- 美奈子, „piękno, Nara, dziecko”[1]
- 美菜子, „piękno, warzywa, dziecko”
- 美那子

## Znane osoby
- Minako Ameku (美奈子), japońska piosenkarka popowa
- Minako Kotobuki (美菜子), japońska seiyū
- Minako Hamano (美奈子), japońska kompozytorka muzyki do gier komputerowych
- Minako Honda (美奈子), japońska piosenkarka
- Minako Iwasaki (美奈子), japońska ilustratorka, mangaka i projektantka postaci do gier komputerowych
- Minako Sango (みなこ), japońska seiyū
- Minako Tanaka (美奈子), japońska aktorka

## Fikcyjne postacie
- Minako Aino (美奈子) / Czarodziejka z Wenus, bohaterka serii mang i anime Czarodziejka z Księżyca oraz Hasło brzmi: Sailor V
- Minako Ayuzawa (美奈子), bohaterka mangi i anime Kaichō wa Maid-sama!
- Minako Yurihara (美奈子), bohaterka light novel Boogiepop